# 漆原雪人
漆原 雪人（うるしばら ゆきと、5月5日 - ）は、日本のゲームシナリオライター・ライトノベル作家・漫画原作者・作詞家
自身の代表作として、『いろとりどりのセカイ』、『さくら、もゆ。』を挙げている。

## 概要
いろとりどりのセカイを企画シナリオデビュー作とするシナリオライター。
2011年に発売されたいろとりどりのセカイでゲームシナリオライターとしてデビュー。デビュー作ながらにして萌えゲーアワード2011にて銀賞を受賞。
その翌年の2012年に発売された実質的な続編、ないしは完結編となるいろとりどりのヒカリではファンディスク賞と純愛系作品賞を受賞する。
2015年に紅い瞳に映るセカイで二階堂真紅とその後を描いたアフターファンディスクが発売される。
2019年に発売された自身がシナリオを手がけるさくら、もゆ。-as the Night's, Reincarnation-では萌えゲーアワードシナリオ賞を受賞
2014年に自身では初となる小説、太陽のチャンネル１　死にたがりの吸血姫と、最強無敵の死にぞこない。を講談社ラノベ文庫にて出版、その続編となる太陽のチャンネル２　ｓｍｉｌｅを翌年2015年に発売する。
2019年に異セカイ迷子の半透明とやさしい死神 を星海社FICTIONSより出版。
自信の手がけた作品の中でもいろとりどりのセカイシリーズは気に入っているらしく、いろとりどりのセカイシリーズの主要キャラクターである二階堂真紅に関する話をよくする他、自信のTwitterアカウントの名前を一時的に二階堂真紅にするなどの愛が見られる。

## 作品

### シナリオを担当したゲーム作品一覧
| タイトル                                      | 発売日         | 原画                                                    | シナリオ                                                 | 備考                         |
| --------------------------------------------- | -------------- | ------------------------------------------------------- | -------------------------------------------------------- | ---------------------------- |
| はっぴぃ☆マーガレット!                        | 2007年10月26日 | ここのか                                                | 伽遠蒔絵、なかひろ、漆原雪人、蓮天、舞浜ののか、早川清子 |                              |
| いろとりどりのセカイ                          | 2011年7月29日  | 司田カズヒロ、なつめえり、GT、CHAN×CO (SD)              | 漆原雪人                                                 |                              |
| いろとりどりのヒカリ                          | 2012年8月31日  | 司田カズヒロ、なつめえり、GT、みなみ (SD)               | 漆原雪人                                                 |                              |
| いろとりどりのセカイ WORLD'S END COMPLETE     | 2013年7月26日  | 司田カズヒロ、なつめえり、GT、CHAN×CO (SD)、みなみ (SD) | 漆原雪人                                                 | 本編とファンディスクのセット |
| 紅い瞳に映るセカイ                            | 2015年7月24日  | 司田カズヒロ、なつめえり、GT、ミズタマ (SD)             | 漆原雪人                                                 |                              |
| さくら、もゆ。-as the Night's, Reincarnation- | 2019年1月31日  | 司田カズヒロ、なつめえり、ミズタマ (SD)                 | 漆原雪人                                                 |                              |
| 花束を君に贈ろう -Kinsenka-                   | 2025年         | さいね                                                  | 漆原雪人                                                 |                              |

### 執筆した小説一覧
| タイトル                                                         | 発売日         | イラスト                            | 出版               |
| ---------------------------------------------------------------- | -------------- | ----------------------------------- | ------------------ |
| 太陽のチャンネル1 死にたがりの吸血姫と、最強無敵の死にぞこない。 | 2014年12月19日 | 黒谷忍                              | 講談社ラノベ文庫   |
| 太陽のチャンネル2 smile                                          | 2015年9月18日  | 黒谷忍                              | 講談社ラノベ文庫   |
| 異セカイ迷子の半透明とやさしい死神                               | 2019年7月16日  | なつめえり                          | 星海社FICTIONS     |
| もしも明日、この世界が終わるとしたら                             | 2022年12月28日 | ゆさの わいっしゅ（世界観イラスト） | 角川スニーカー文庫 |
| もしも明日、この世界が終わるとしたら2                            | 2023年8月1日   | ゆさの わいっしゅ（世界観イラスト） | 角川スニーカー文庫 |

### 漫画
- 落ちこぼれ召喚士と透明なぼく（原作）[9]